# داني سترونغ
داني سترونغ (بالإنجليزية: Danny Strong)‏ هو كاتب وكاتب سيناريو وممثل أمريكي، ولد في 6 يونيو 1974 في الولايات المتحدة. من الجوائز التي نالها جائزة الإيمي برايم تايم وجائزة نقابة الكتاب الأمريكية.

## أعمال

### أفلام
- (1995) عقول خطرة[4]
- (1998) البلدة الفاضلة[5]
- (2003) سيبيسكيت[6]
- (2007) سيدني وايت
- (2012) تغيير اللعبة[7]
- (2013) رئيس الخدم
- (2014)  الطائر المقلد - الجزء الأول[8][9]
- (2015) فارس الكؤوس
- (2015)  الطائر المقلد - الجزء الثاني[10][11]
- (2017) ثائر في حقل الشوفان
- (2019) حدث ذات مرة في هوليوود

### مسلسلات
- إمباير
- بنات غيلمور
- تشريح غراي
- جوني برافو
- رجال ماد
- سنة في العمر
- كيف قابلت أمكما

## جوائز
- جائزة الإيمي برايم تايم
- جائزة نقابة الكتاب الأمريكية

## وصلات خارجية
- داني سترونغ على موقع IMDb (الإنجليزية)
- داني سترونغ على موقع روتن توميتوز (الإنجليزية)
- داني سترونغ على موقع ألو سيني (الفرنسية)
- داني سترونغ على موقع أول موفي (الإنجليزية)
- داني سترونغ على موقع بوكس أوفيس موجو (الإنجليزية)
- داني سترونغ على موقع قاعدة بيانات الأفلام السويدية (السويدية)
- داني سترونغ على موقع إن إن دي بي (الإنجليزية)
- داني سترونغ على موقع قاعدة بيانات الفيلم (الإنجليزية)
- داني سترونغ على موقع كينوبويسك (الروسية)